# Igor Zaletel
Igor Zaletelj, slovenski hokejist in sodnik, 11. julij 1964, Ljubljana. 
Zaletelj je v mlajših selekcijah nastopal za Olimpijo in jugoslovansko reprezentanco do 18 let. Kasneje je šest sezon igral v drugi jugoslovanski ligi za ekipo Slavije. 
S sojenjem pričel v sezoni 1990/91, ter skupno sodil na 926 tekmah v vseh selekcijah. Kot sodnik se je udeležil enajstih svetovnih prvenstev in treh kontinentalnih pokalov, skupaj je sodil 56 tekem pod okriljem IIHF.
Leta 2012 je bil sprejet v Slovenski hokejski hram slavnih za leto 2008.